# Silent Hill
A Silent Hill (japánul: サイレントヒル, Szairento Hiru) a Konami cég túlélőhorror videójátékának címe.
2006-ra öt Silent Hill játék vált elérhetővé (egy köztük csak Japánban), és mindegyik rész rendkívüli eladásokat és jó kritikát hagyott maga után. A játékmenetben az akció mellett a fejtörőknek is jelentős szerep jut, kidolgozott környezettel, valamint történettel, aminek egy részét a játékban beugró bejátszásokban ismerhetjük meg. Mindegyik játék filmre emlékeztető kibontakozású, amit csak fokoz az a jelenség, hogy több befejezés is lehetséges; ez a játékos döntéseitől függ. 2006-ra, a Sony Pictures kiadta a Silent Hill alapján elkészített filmet.
A Silent Hill játékokban és az annak alapján kiadott filmben gyakori a szimbolizmus használata, és a történet elemei pedig híresek arról, hogy többször erősen összefonódnak valamivel vagy valakivel. Ezzel a hatással érték el a készítők azt, hogy a főszereplőt (és a játékosokat/nézőket) egy nagyon is személyes, ám vérfagyasztó horror kalandba repítsék el.

## Elhelyezkedés
A cím, „Silent Hill” egy elszigetelt tómenti üdülővárosra utal, valamerre az Egyesült Államok környékén, ahol azonban különleges erők lakoznak. Démonikus és torz lények jelennek meg a környékén, és a város folytonosan kapcsol át a mindennapi valóságból a korhadó "Másvilágba". Az első két játékban a főszereplők egy ránézésre elhagyatott városba érkeztek, de a harmadik és negyedik részben a város elér már olyan szereplőket is, akiknek volt ezzel a hellyel valami kapcsolata.
Silent Hill pontos helyét bonyolult lenne meghatározni. A játék Silent Hillt egy magányos kisvárosnak állítja be, amit köd borít, és jó néhány méretes domb vesz körül, valamint egy tó helyezkedik el a környékén. De ennyiből megállapítva a város nem több, mint az Egyesült Államok száz ehhez hasonló kisvárosa közül az egyik. Az első részhez mellékelt kézikönyv Silent Hillt egy kisebb, angolok által benépesített üdülővárosnak mutatja be, és a várost körülvevő környezet, köztük a köd, mindig is jelen voltak. A második részben, az autókon levő rendszámok michigani származásra utalnak. A negyedik rész egy Ashfield nevű városban játszódik, ami Fall Rivert és Massachusettset ábrázolhatja, amely a hírhedt baltás gyilkos, Lizzie Borden otthonaként szolgált (a sötét, amerikai folklór része a sorozat hatásainak).
Silent Hill elhelyezkedését bizonyíthatja az is, amikor az első részben Harry átkutatja az iskolát. Egyes osztálytermekben a falakon levő röplapokon a "Chicago News", vagyis "Chicagói Hírek" van nyomtatva. Az viszont bizonytalan, hogy Silent Hill valahol ott van a semmi közepén, vagy a város közelében (a Silent Hill 2. részében levő táblák ugyanis hosszas távolságokat mutatnak Silent Hill és a szomszédos városok/kisvárosok környéke felé).
Silent Hill városa ezenkívül egy bizonyos Toluca-tó közelében helyezkedik el, amiből arra lehet következtetni, hogy a helyszín Dél-Kaliforniában van. Ezt az is megerősíti, hogy Dougles autója a Silent Hill 3. részében kaliforniai rendszámmal van ellátva, de végül is az is igaz, hogy a Silent Hill 3 nem csak Silent Hillben játszódik, ezt a helyet csak a játék felénél éri el a játékos, miután Dougles és Heather, az ott levő főszereplő egy hosszú, éjszakai kocsikázás után megérkezik oda. Ez szintén eredményezhet némi félreértést Silent Hill-lel és a környező helyszínekkel kapcsolatban.
A Silent Hill 4 audió CD-jének a japán verziójában azonban megtalálható egy cím a Heaven's Nightba (magyarul: Mennyek Éjszakája), a Silent Hillben levő sztriptízbárba, és a címben levő állam neve Maine. Ennek alapján sok rajongó tartja úgy, hogy Silent Hill Maine környékén helyezkedik el.
A Silent Hill filmadaptációját 2006 tavaszán adták ki, és Silent Hillt egy kitalált helyen, Toluca megyében helyezi el, Nyugat-Virginiában.
Ráadásképpen pedig, mialatt a városnak ott van az "üdülőváros" része, ott van még a "másik oldala" is, amelybe a főszereplők többször is belekerülnek (a lüktető falakkal és a különös lényekkel, amelyek a másvilágot járják), ami indok a főszereplők elméjében levő félelmek fizikai megnyilvánulásainak.  Egyszerűen szólva, a várost ezeknek az embereknek az elméje is alkothatja.
Silent Hill különféle elemeinek a kutatását követően a hírhedt forgatókönyvíró, Roger Avary bejárta Centraliát, Pennsylvániában. Silent Hill helyszíneinek a listája között szerepel Ashfield is, ami a várostól egy félnapos utazás távolságára van. Centralia térképét megtekintve, van egy Ashland nevű kisváros nagyjából egy mérföldre, Centraliától délre. A listában még említve van Portland városa is, és Silent Hill egy másik része, amit South Vale néven tartanak számon, és a Toluca-tó déli partjain található. Egyébként pedig Centralia történelmében szerepel az is, hogy egyszer tűzvész ütötte fel a fejét, amely a kőszénbányát is elérte a város alatt. Silent Hillben Alessa Gillespie rendkívül megégett, és a szén, amellyel felgyújtották, az egész várost felégette. Úgy tűnik, hogy a filmben levő történeti verzióhoz az ötletet a Centralia városába visszanyúló gyökerek adták.

## Atmoszféra
A játékok képi világát erős dicséret követte, ami sikeresen ábrázol sötét, köd által ellepett, már-már korhadó és rothadásra emlékeztető környezeti hatásokat, amit olyan vérfagyasztó (és nagyon hirtelen jövő) természetellenes hangok és zajok, valamint nyugtalanító és szürreális/abszurd kidolgozottságú lények dobnak még meg, amiknek egy része valójában csak ijesztésre szolgál, és inkább mentálisan teszi próbára a játékost, semmint hogy a főszereplőnek fizikai ártalmat okozzon. A zeneszerző, Jamaoka Akira látta el a játékot megfelelő atmoszferikus és érzelmű zenékkel, amik egészen az első részben hallott, fémszerű hangot kiadó hangszerektől, és érdekes zajokból álló zenétől kiindulva a melankolikus zongorázástól a nehézrockig kiterjeszthető. Sok rajongó és cikkíró tartja úgy, hogy Silent Hill minden idők legrémisztőbb játékai között helyezkedik el.
Azok a játékelemek, amik különleges atmoszférát teremtenek a játéknak, a köd és a sötétség, amik a látótávolságot maximum három lábra helyezik a főszereplőtől. Mindehhez hozzátársul még a rádió használata is, ami érdekes zajokat ad ki magából, amit egyesek csak egyszerűen "paráztató hangeffektek"-nek neveznek. Ez a hanghatás akkor történik meg, ha egy szörnyeteg közeledik a főszereplőhöz, ezzel jelezve a játékosnak, hogy vigyázzanak a ködöt és sötétséget kihasználó szörnyetegekkel (akiket a játékos nem lát, ha nincsenek elég közel). Ez erős paranoia érzést nyújthat a játékosnak, és a félelem előtörését. Mivelhogy a játékos nem látja őket, ezért rá van kényszerülve arra, hogy a főszereplőt vagy biztonságba helyezze és elmenekítse a környékről, vagy pedig reménykedik abban, hogy a lény nem a főszereplő felé halad. Ez az a játékelem, ami a sorozatot megkülönbözteti a többi horrorisztikus játéktól, amik általában a szörnyetegek hirtelen rajtaütésével igyekeznek megijeszteni játékosokat.

## A filmadaptáció

### Silent Hill (2006)
2003-ban egy Silent Hill videójátékokon alapuló filmet hivatalosan is bejelentettek, egy francia férfival a rendezői székben, Christophe Gans-al (Farkasok Szövetsége). A filmadaptáció története az 1999-ben kiadott első Silent Hill videójáték szálait követi, de a többi részből kiválasztott elemekkel, valamint saját ötletekkel megtüzdelve.
Az újdonságok egyike a főszereplő, Harry Mason felváltása. Rosa Da Silva (Akit Radha Mitchell játszik), egy megházasodott anya, aki az életében egy hirtelen fordulatot tesz Silent Hill városába, abban reménykedve, hogy felfedezheti az adoptált lánya, Sharon (Jodelle Ferland szereplésével) beteges rémálmainak okozóját.
A férje, Chris Da Silva (Sean Bean) tiltakozása ellenére Rose elindul Sharonnal egy útra, hogy bejussanak Silent Hillbe. Az útjuk keresztülvezet Brahams városán is, ami Silent Hillel szomszédos. Miközben ezt teszik, Rose találkozik egy Brahams-i rendőrtiszttel, Cybil Bennett-el (Laurie Holden), aki gyanúsnak tartja az eltévedt anyát és a viselkedését.
Az első előzetes kiadása után a rajongók örömmel várták a film érkezését, márcsak azért is, mert jó néhány képkocka kísértetiesen az első rész egyes jeleneteire emlékeztette az embereket. Ráadásul pedig a film zenéjét Jamaoka Akira készítette, aki a játéksorozatét is előállította. A zenék között az eredeti Silent Hill albumból többféle dallamot is beletettek a filmbe, mind például az első rész "Silent Hill" c. zenéjét, vagy a második rész "Promise – Reprise" és a "Theme of Laura" című zenéjét.
A filmet hivatalosan 2006. április 21-én adták ki, és a rajongók végre láthatták a befejezett alkotást. Ahogy azt sokan várták, maga a háttértörténet és a város továbbra is erős kapcsolatban állt egymással a filmben, de a történet és egyes szereplők szerepének megváltoztatása hamar feltűnt azoknak, akik ismerik a sorozatot, vagy legalábbis az első részt.
A filmet a Sony gondozásában adták ki először az Egyesült Államokban, majd később a Pathe adta ki Európában.

### Silent Hill 2 (2011)
Roger Avary forgatókönyvíró és Samuel Hadida producer, az első Silent Hill film után a másodikon is együtt dolgoznak, ennek rendezője azonban már nem Christophe Gans lesz. A film forgatásának kezdetét A kaptár – Túlvilág 3D (Resident Evil: Afterlife) bemutatója utánra tűzték ki, mivel a két film stábjának tagjai közt sok az átfedés, így várhatóan a film 2011 tavaszán kerül a mozik vásznára.

## A sorozat
2011-re ígérik a Silent Hill fősorozatának nyolcadik részét. Ezek mellett több spin-off epizód is megjelent a játékhoz. A különböző részek egyes történetei nem követik az előzőét. A Silent Hill első és harmadik része, valamint az Origins Alessa, míg a Silent Hill második része James Sunderland, a negyedik része pedig Walter Sullivan története köré épül. Ezek mellett a Homecoming egy teljesen új történeti szálat bonyolít le. 2006 áprilisában a Silent Hill film bemutatójával párhuzamban megjelent a Silent Hill Collection is, azaz a Silent Hill Gyűjtői Változat, ami tartalmazza a Silent Hill 2, Silent Hill 3, és Silent Hill 4: The Room játékokat. Európában ez a csomag 2006 májusában vált elérhetővé.

## Fősorozat

### Silent Hill (1999)
Az első Silent Hill rész 1999-ben jelent meg, a Sony Playstation-re. A történet Harry Mason köré csavarodott, aki Silent Hillbe látogat, és az ott történtek után mindenképpen megpróbálja megkeresni az elveszett lányát, Cherylt.

### Silent Hill 2 (2001)
Egy teljesen új folytatás, a Silent Hill 2 2001-ben jelent meg Sony Playstation 2-re, valamint Microsoft Xboxra és PC-re. Az XBOX és PC verziói ki lettek bővítve új eseményekkel, és olykor Silent Hill 2: Restless Dreams néven emlegetik. A Silent Hill 2: Restless Dreams hozzáad a játékhoz egy extra játékmódot, ahol egy másik szereplő szemszögéből ismerhetjük meg a 2. rész eseményeit. Később ez a kibővített verzió PS2-re is megjelent, "Greatest Hits/Platinum" néven. A történet James Sunderland körül forog, aki levelet kapott az elhunytnak hitt feleségétől, és a levélben leírtak pedig arra kérik a férfit, hogy látogasson el Silent Hillbe, a régi kedvenc üdülőhelyükre. A játék története hasonlít egy japán történetre, Izanagi és Izanami meséjére, valamint egy régi görög mondára, ahol a hős leszáll az alvilágba, hogy a holt feleségét visszavigye az élők közé.

### Silent Hill 3 (2003)
2003-ra kiadták az újabb Silent Hill részt, a Silent Hill 3-at, ami Sony Playstation 2-re jelent meg, valamint PC-re. Erősen kötődik az első rész eseményeihez, a történet egy tinédzser leányzóról szól, név szerint Heather Masonról, és az ő múltjáról...

### Silent Hill 4: The Room (2004)
Eredetileg nem lett volna a Silent Hill sorozat része. A Silent Hill 4: The Room megjelent 2004-ben Sony Playstation 2-re, Microsoft Xboxra, és PC-re. Bizonyos részletekben a 2. részhez kapcsolódik, és csak részben kötődik Silent Hillhez, a történet Henry Townshend-et mutatja be, aki bezárva találja magát a saját otthonában, egészen addig, amíg a sokadik bezárva töltött nap után egy méretes lyuk meg nem jelenik a fürdőszobája falán. A játékban feltűnnek olyan szereplők, akiket a korábbi részekben már említettek.

### Silent Hill: Origins (2007)
A Silent Hill: Origins egy prológus, ami bemutatja a többi játék története mögötti szálakat. A történet az első rész előtt játszódik, és az ott feltűnő szereplők (Dr. Kaufmann, Lisa Garland, Dahlia Gillespie) is megjelennek. A zenét Jamaoka Akira készítette. Azonban magát a játékot nem a Team Silent, az előző részek készítője fejlesztette, hanem a Climax, egy amerikai játékfejlesztő cég alkalmazottai. Viszont a történetet továbbra is a Team Silent írta. A játék 2007 novemberében jelent meg PSP-n, míg 2008 március 4-én Playstation 2-re.

### Silent Hill: Homecoming  (2008)
A hatodik Silent Hill játék, a Silent Hill Homecoming létezését hivatalosan megerősítették a 2007. július 11-én tartott E3 kiállításon. A játék egy Alex Shepherd nevű katonáról szól, aki visszatért egy tengerentúli háborúból. Alex az érkezésekor felfedezi, hogy az öccse, Joshua eltűnt, az anyja beteg, és az apja Josh keresésére indult. Akár csak a Silent Hill: Origins esetében, nem a Team Silent fejlesztőcsoport készíti a projektet. A játék megjelent Playstation 3-ra, Xbox 360-ra, és PC-re is. Európában a hivatalos megjelenési dátum 2009. február 27.

### Silent Hill: Shattered Memories (2010)
2010-ben megjelent a Silent Hill: Shattered Memories című játék PlayStation 2-re, PSP-re és Nintendo Wii-re, PlayStation 3-ra és Xbox 360-ra nem adták ki.
A játék az eredeti Silent Hill egyfajta újragondolása. Ismét Harry Mason a főszereplő, és ugyanúgy az eltűnt lányát, Cherylt keresi a halott városban, de itt nagyjából véget is ér a hasonlóság.

### Silent Hill: Downpour (2012)
YouTube-on elérhetők már a nyolcadik rész bemutató videói.

### Silent Hills (2015)
Hivatalosan is bejelentésre került, a Gamescom 2014 keretein belül, hogy készül a legújabb Silent Hill-videójáték Hideo Kojima és Guillermo del Toro rendezésében. Sajnos azóta törölték a megjelenését, viszont lehet vele játszani egy letölthető egyben kipróbálható tartalom formájában, ami P.T. néven fut.

## Spin-off részek

### Silent Hill: Play Novel (2001)
2001-ben a Silent Hill: Play Novel megjelent Japánban a Nintendo Game Boy Advance-ra. Az első rész történetét tartalmazta más játékmenettel, valamint extraként egy másik szereplő szemszögéből (Cybil Bennett) is újra át lehetett élni a borzongást. Japánon kívül másfelé nem adták ki, aminek az oka valószínűleg a gyenge eladási érték volt. Annak ellenére a játék rajongói több helyen is emulátorral játsszák, vagy éppen fordítják le a saját nyelvükre. Mert ugyanis az egész játék japán, és angolra nem lett átfordítva.

### Silent Hill: The Arcade (2007)
2007-ben a Konami bejelentette, hogy készül egy játékgéptermi verzió is a sorozatból. A játék két szereplő, Eric és Nina körül bonyolódik, akik Silent Hill városába kerültek, és a Kis Bárónő elnevezésű hajó eltűnésével áll kapcsolatban a háttértörténetük, amelyről a Silent Hill 2-ben találhattunk említést. Többféle ott megjelenő lénnyel is fel kell venniük a harcot, ezek közé tartoznak például az "ápolónők", és a "piramisfej" nevű alak is, a második részből. A játék elsősorban a House of The Dead-féle játéktermi játékokra hasonlít, a kezelését tekintve.

## Silent Hill képregények
A képregényeket Scott Ciencin írta, és Ben Templesmith rajzolta (a Dying Inside #1 és 2# kötetét), valamint Aadi Salman (Dying Inside #3,4,5. kötetét), és Nick Stakal (Grinning man), és még Shaun Thomas (Paint It Black, Among the Damned), és az IDW Kiadó adta ki.

### Silent Hill: A Valódi Képregény (2000)
Az eredeti Silent Hill képregényt 2000-re készítették el a Brit képregényrajzoló társasággal, a Com.X-el, de tisztázatlan okokból ezt a kiskönyvet sosem adták ki. A Com. X és a Konami többször is hivatalosan bejelentették, hogy továbbra is tart az a megegyezés, hogy kiadjanak egy képregényt, de még nincs bejelentve időpont.

### Silent Hill: Dying Inside (2004)
Ez a történet 5 kötetben jelent meg, ebből az első kettő egy doktorról szól és a betegéről. A maradék három egy fiatal, gótikus csoport tagjait mutatja be.
Az első két fejezetben dr. Troy Abernathy meg akarja gyógyítani Lynn DeAngelis nevű betegét, aki ránézésre megőrült, és lelkibeteggé vált, miután Silent Hill városába ment, ahol egy kisfilmet akart készíteni. Abernathy visszaviszi a lányt a városba, hogy megnyugtassa, hogy nincs ott mitől félnie, ezzel megpróbálva végetvetni a lány folyamatos belső gyötrődésének. Azonban mikor megérkeznek, Abernathy rádöbben arra, hogy egy olyan világba lépett, ami a saját belső félelmeiből lett felépítve, amit egy démonszerű kislány ural – Chistabella – akinek bűnös lelkek jelenlétére van szüksége. A harmadik fejezettől, az előzőek történései után, egy goth stílust képviselő lány, Lauryn megtalálja Lynn videóját, és elhatározza, hogy elmegy Silent Hillbe, hogy ő is felvételeket készíthessen a különös "másvilágról", és bizonyítékot szerezzenek róla. Ezzel az a céljuk, hogy meggazdagodjanak. Azonban Chistabella őket is csapdába ejti.

### Silent Hill: Among the Damned (2004)
A történet egy megviselt katonáról szól, aki éppen azt éli át, amit sok hozzá hasonló. Túlélt egy háborút, de a társait elvesztette, és azóta is mindennél jobban hiányoznak neki. Ezt a katonát, Jason-t a város magához hívja az erős vágyai miatt, annak érdekében, hogy megállapítsa, hogy Jason méltó volt -e arra, hogy túlélte a háborút, amiben elhunytak a társai, köztük a gyerekkori barátja, Aaron.

### Silent Hill: Paint it Black (2005)
Eme történetben egy szegény festő kerül a középpontba, aki Silent Hill városába megy, hogy találjon valami ösztönzést arra, hogy befejezze a korábbi művét.  A festő neve Ike, és azt mesélték neki, hogy Silent Hill egy olyan hely, ahol menedékre és élelemre bukkanhatna. Itt szemtanúja lesz azonban annak, hogy különös lények igényelik az ő festését a tetteikről, ilyen például az, hogy a lények turistákat ölnek. Azonban minden a feje tetejére fordul, mikor egy csoport pomponos lány a városba érkezik, és ellenszegülnek a szörnyetegeknek.

### Silent Hill: The Grinning Man (2005)
Egy nemzetőr, Robert Tower a munkája utolsó napjában van, mielőtt még nyugdíjba vonulhatna, és megérkezne az őt helyettesítő alak, Mayberry. Azonban Tower belép Silent Hillbe, egy szokásos elfoglaltságban, hogy eltűnt embereket keressen. De ehelyett groteszk lényekre lel, akik a ránézésre üres utcákat járják. Szemtanúja lesz annak, ahogy a szörnyetegek két rendőrtisztet is megtámadnak. Azonban rádöbben arra is, hogy egy új erő alakult ki Silent Hill környékén – egy mosolygós őrült is a városban van, aki profin kezeli a lőfegyvereket, valamint a város ősi történelmével összefüggő mágikus dolgokat is jól tudja alkalmazni. A várost ez az alak a személyes vadászterületének tartja. Az igazságot idővel megtudja Tower, és tudja, hogy le kell számolnia a titokzatos, vigyorgó alakkal, ha túl szeretné élni.

### Silent Hill: Dead/Alive (2006)
Ez a képregény 5 fejezetből áll, amit Scott Ciencin írt. Dead/Alive visszatér a Dying Inside képregényhez dr. Abernathy, Lauryn, és húga, Christabella feltűnésével. Laurynnak közben új párja akadt, aki nem más, mint Ike, a Paint It Black képregények főszereplője, aki festésből próbált megélni. Valahogy Christabellának sikerül elmenekülnie Lauryn újonnan szerzett hatalmától, azonban ennek áldozata az, hogy egy teljesen átlagos apró lányként kell tovább élnie, kevés hatalommal. Később találkozik egy Lenora nevű boszorkánnyal, aki alkudozni kezd vele. Lenora "pokolszerűvé" akarja alakítani a Föld valóságképét egy Connie nevű nővel, és annak egykori párjával, a színész Kenneth Carteren keresztül.

### Silent Hill: The Hunger (2006)
A "The Hunger", vagy magyarul "Az Éhség", a PSP-re kiadott Silent Hill Experience-be lett beleépítve, mint virtuális képregény. A főszereplő egy Dougles névre hallgató újságíró, aki a felettese biztatására folyamatosan megpróbálkozik olyan vakmerő események után nézni, amikből jó profitot lehetne lehúzni. Egy nap hallucinációk kezdik gyötörni, és megjelenik előtte egy hosszú hajú, titokzatos férfi, aki közli Douglessel, hogy Samael, a jelenleg háttérbe szorult isten őt szemelte ki arra a célra, hogy saját szemszögből tapasztalja meg az általa alkotott másvilágot, és hogy leírja a jövő generációinak azt, amit ott láthatott. Emiatt azonban sokan őrültnek néznék, és elkezdődnek a bonyodalmak, miközben Dougles küszködik a valóság és a képzelet által alkotott képekhez határt szabni, mielőtt túl késő lenne.

### Silent Hill: Cage of Cradle (2006)
Egy manga képregény, amit Ovaku Hirojuki írt, és Maszahiro Ito rajzolt. Egyelőre csak Japánban kapható, mobilkészülékekre, de már tervezik a 2007-es, papírra kiadandó verziót. Egyelőre keveset tudni a történetről, de annyi viszont biztos, hogy a Silent Hill 1. részének egyik mellékszereplőjéhez, Lisa Garlandhez kapcsolódik, még mielőtt beindultak volna a fontosabb események. Néhány kép azonban elárulja azt, hogy Kaufmann doktor és Alessa Gillespie megjelenik, valamint a bizarr "piramisfej"-nek elkeresztelt lény. A látványvilág erősen merített A Silent Hill filmből.

### Silent Hill: Double Under Dusk (2007)
A második Silent Hill manga, ami szintén csak a Konami mobiltelefon hálózatáról kapható Japánban. Több részlet, például a történet, valamint az, hogy Ovaku és Ito készítik -e el, még ismeretlen.

## Könyvek és kapcsolódó multimédia CD/DVD anyagok

### Lost Memories (2002)
Egy olyan iromány, ami a játék első három részét elemzi ki részletesen, minden ágra kitérve. Többek között többször megemlíti a szimbolizmust, valamint a játékok ötletét, és a fejlesztés menetét. Csak Japánban jelent meg.

### Drawing Block: Silent Hill 3 Program (2003)
Rajzokkal teli kiskönyv, amit a Silent Hill 3 limitált példányszámú verziójához adtak ajándékként. Emellé még járt a Lost Memories DVD-je, és két poszter. Csak Japánban jelent meg.

### Lost Memories: The Art and Music of Silent Hill (2003)
Csakis és kizárólag New Yorkban jelent meg, ez a második kiadott, és egyben a legnépszerűbb témához kapcsolódó multimédia DVD. Hét részre osztott anyag, az összes zenét, előzetes gyűjteményt, rajzot, és lény-galériát tartalmazza az első három részből. Videóklipeket is mellékeltek hozzá, név szerint: Ki-no-ko, Fukuro, Usagimu, és egy videó, amiben Heather a "You're Not Here" című dalt énekli a Silent Hill 3. részéből.

### Inescapable rain in Yoshiwara (2004)
Avagy magyarul "Elkerülhetetlen eső Josivarában", ez egy audió-melléklet a Silent Hill 4. részének hivatalos zeneanyagához. Jamaoka Akira és Icsirjusza Teiszui készítette a zenéket, és 57 percig tartanak, azonban később kiadtak egy 16 perces, hosszabbított változatot.

### Silent Hill (2006)
A játék első részének a novelizálása Jamasita Szadamutól. Három fejezetre van osztva: Köd, Sötétség, és Rémálom. Nem keverendő össze a film novelizációjával, amit ugyanebben az évben, és ugyanebben az időben adtak ki. Csak Japánban jelent meg.

### Silent Hill Experience (2006)
Ez a Video UMD akkor jelent meg a Sony által kiadott PSP-re, amikor a Silent Hill film elkészült.
Tartalmazza:
- Két órányi digitális képregény-válogatás, ami a Silent Hill alapján készült képregényekből került ide, zenei aláfestéssel.
- Tartalmazza a "Silent Hill: Dying Inside" képregényt és a vadonatúj "The Hunger" történetet.
- 20 dallam, amit személyesen a játék zeneszerzője, Jamaoka Akira választott ki.
- Ritka és érdekes videó tartalmak, amik a Silent Hill játékokból lettek lekapva.
- Előzetesek mind a négy játékból, valamint a filmből.
- 3 videó az "Art of Silent Hill" és "Lost Memories" DVD-ről, amik Silent Hillhez kapcsolódnak.

Forrás: Konami.com 

## Érdekességek
- Mind a hat Silent Hill játék mélyen merít a Jákob lajtorjája című filmből. Több dolog is feltűnhet ismerős elemként, köztük az is, hogy a szörnyetegek feje az imént említett filmben is rendkívüli sebességgel rázkódik, többféle irányba, természetellenesen. A képi világ is hasonlóságot mutat. A Silent Hill 2-ben a város egy személyes purgatórium szerepét tölti be, ami szintén ismerős a filmből. Egy újabb erős kötődés a Bergen Street (vagyis Bergen út) használata a Silent Hill 3. részében levő metrómegállóban, ami a Jákob lajtorjája  című filmben is jelen volt, ráadásul rendkívül hasonló módon a játékban látottakhoz. Szintén érdekes dolog a "Metrómegálló világ"  a Silent Hill 4. részében, a maga szürreális dolgaival és elzárt kijárataival, ami a korábban említett filmben szintén jelen van. A Silent Hill Homecoming  kezdő jelenete kísérteties hasonlóságot mutat a film egyik jelenetével.
- A Silent Hill 2 felhasznál David Lynch filmjéből, az Útvesztőben c. műből egyes elemeket. Például: James találkozik egy olyan nővel, aki pontosan úgy néz ki, mint a felesége, vagy érdekes videókazettát talál az elhunyt feleséggel és magával kapcsolatban.
- A Toluca-tó valóban létezik Dél-Kaliforniában, Burbank közelében, Észak-Hollywood környékén, Studio City-nél.
- A piszkos és bizarr, pokolszerűre emlékeztető helyszíneket, amiket a Silent Hill sorozatban lehet megpillantani, Francis Bacon (francia festő) munkái ösztönözték. A "Making of Silent Hill 2", vagyis "A Silent Hill 2 készítése" DVD lemezén említették ezt, aminek felvételét a "Fun TV" segítette, limitált példányszámú 2-lemezes kiadásban. Ezt először csak néhány országban adták ki, de később több helyen is megjelent.